# Saison 1 de Daria
Chronologie
Saison 2
Cet article présente le guide de la première saison de la série télévisée d'animation Daria.

## Distribution
Les personnages suivants sont présents dans tous les épisodes :
- Daria, Quinn, Helen et Jake Morgendorffer
- Jane Lane

Pour les autres personnages, leur présence est notifiée à chaque épisode.

## Épisodes

### Épisode 1:Les Égocentriques
- Titre original : The Esteemsters
- Diffusions : 
  -  États-Unis : 3 mars 1997 sur MTV
  -  France : 4 février 1998 sur Canal+
- Personnages : Kevin & Brittany, Sandi, Stacy, M. DeMartino, M. O'Neill, Mlle Li, Andrea.
- Autres personnages : Artie, Corey, Dr Manson.
- Résumé :

Fraîchement installées à Lawndale, Daria et Quinn entrent au lycée de Lawndale High. À la suite d'un test psychologique obligatoire pratiqué par la psychologue du lycée, Daria doit suivre un cours sur la confiance en soi ; elle y rencontre Jane.
- Commentaires :

Le Dr Manson reçoit Daria et Quinn en séance commune. Durant l'entretien, Daria fait référence à un test psychologique équivalent qu'elle a passé dans sa petite enfance. Ce test est développé sous forme de flashback dans le dernier épisode de la saison 5 (C'est mon choix !).

### Épisode 2:Frime, mensonge et parano
- Titre original : The Invitation
- Diffusions : 
  -  États-Unis : 10 mars 1997 sur MTV
  -  France :
- Personnages : Kevin & Brittany, Trent, Jodie, Mack, Sandi, Stacy, Tiffany, Upchuck, Jamie, Jeffy et Joey.
- Autre personnage : Claire Defoe.
- Résumé :

Brittany invite charitablement Daria à sa fête après que celle-ci l'ait aidée en cours de dessin. Apprenant que Quinn est également invitée, elle décide de s'y rendre avec Jane.
- Commentaires :

Première apparition de Claire Defoe, Jodie, Mack, Tiffany, Trent, Upchuck et Jamie, Jeffy et Joey.

### Épisode 3:Très chère fac
- Titre original : College Bored
- Diffusions : 
  -  États-Unis : 17 mars 1997 sur MTV
  -  France :
- Personnages : Kevin & Brittany, Jodie, Mack.
- Autres personnages : le conseiller d'orientation, Heather, Doug, Suzanne et Ramona.
- Résumé :

En vue de préparer leur entrée en faculté, Daria et Quinn partent visiter l'ancienne fac de leurs parents, Middleton College, avec ces derniers. Daria rédige les devoirs des étudiants contre de l'argent, tandis que Quinn est élue « reine des canettes ».

### Épisode 4:Le Café des poètes disparus
- Titre original : Cafe Disaffecto
- Diffusions : 
  -  États-Unis : 24 mars 1997 sur MTV
  -  France :
- Personnages : Kevin & Brittany, Jodie, Mack, M. DeMartino, M. O'Neill, Mlle Li, Andrea.
- Autres personnages : Mme Johannsen, Danny.
- Résumé :

À la suite d'un acte de vandalisme contre le cybercafé de Lawndale, les élèves s'investissent dans la création d'un café d'artistes. Daria, obligée de participer à ce projet, s'illustre assez peu dans la vente de chocolats destinée à financer le projet. En contre-partie, elle s'engage à participer sur le plan artistique. Durant la soirée inaugurale, elle fait la lecture d'un texte politiquement engagé.
- Commentaires :

Melody Powers sera l'héroïne d'un autre texte lu par Daria dans l'épisode 302 (Une semaine de bonté).
C'est également la première apparition de Mme Johannsen.

### Épisode 5:Piège Commercial
- Titre original : Malled
- Diffusions : 
  -  États-Unis : 31 mars 1997 sur MTV
  -  France :
- Personnages : Kevin & Brittany, Jodie, Mack, Sandi, Stacy, Tiffany, Upchuck.
- Autres personnages : Diane Bennett.
- Résumé :

Dans le cadre d'un cours d'économie, Daria et Jane partent visiter le vaste centre commercial Millénium avec leur classe. Elles se font aborder par Quinn qui ne les avait pas reconnues, et qui surtout n'est pas censée être là.
- Commentaires :

Première apparition de Diane Bennett et de M. et Mme Gupty. Ces derniers font une apparition en tant que figurants ; leur premier rôle intervient à l'épisode 108 (Les Délices du baby-sitting).
La psychologue du premier épisode, Dr Manson, fait également une apparition, comme cliente au salon de coiffure.

### Épisode 6:Un modèle à ne pas suivre
- Titre original : This Year's Model
- Diffusions : 
  -  États-Unis : 7 avril 1997 sur MTV
  -  France :
- Personnages : Kevin & Brittany, Trent, Jodie, Mack, Sandi, Stacy, Tiffany, M. O'Neill, Mlle Li, Jamie, Jeffy et Joey.
- Autres personnages : Mme Bennett, Claude, Romonica DeGregory, General Buck Conroy.
- Résumé :

L'agence de mannequins Amazone investi le lycée de Lawndale à la recherche de nouveaux modèles. Ils organisent une sélection parmi les élèves souhaitant décrocher un contrat. Quinn y voit pour elle une opportunité d'aider le monde.

### Épisode 7:Des souris et des mômes
- Titre original : The Lab Brat
- Diffusions : 
  -  États-Unis : 14 avril 1997 sur MTV
  -  France :
- Personnages : Kevin & Brittany, Jodie, Mack, Mme Barch, Andrea, Upchuck, Jamie, Jeffy et Joey.
- Autres personnages : Brian Taylor.
- Résumé :

Daria et sa classe doivent réaliser un devoir pratique de science consistant à conditionner une souris à retrouver sa nourriture. Les élèves sont mis en équipes de deux par Mme Barch. Daria doit faire équipe, chez elle, avec Kevin alors que Brittany se retrouve avec Upchuck, chez ce dernier. Une jalousie se crée chez Brittany, craignant que son Kevin ne finisse dans les bras de Daria, ou pire, de Quinn.
- Commentaires :

Première apparition de Janet Barch et de Brian Taylor.

### Épisode 8:Les Délices du baby-sitting
- Titre original : Pinch Sitter
- Diffusions : 
  -  États-Unis : 9 juin 1997 sur MTV
  -  France :
- Personnages : Kevin & Brittany, M. DeMartino, Andrea.
- Autres personnages : Skyler Feldman, Ronnie, Deena Decker, la famille Gupty.
- Résumé :

Daria remplace Quinn au pied levé pour du baby-sitting dans l'unique but d'échapper à une séance de thérapie de groupe et parce que Quinn avait un rendez-vous ce même soir. Elle fait la connaissance de Tad et Tricia, deux enfants conditionnés à une vie bourgeoise, stricte et idéalisée.
- Commentaires :

Lester et Lauren Gupty sont déjà apparus comme figurants dans l'épisode 105 (Piège commercial) ; Toute la famille refera une brève apparition dans l'épisode 406 (La Folle farandole).
Bien que Trent ne fasse aucune apparition, sa présence est supposée.
Le cours de M. DeMartino, au début de l'épisode, traite de la manipulation mentale en abordant le massacre du Temple du Peuple.

### Épisode 9:Belle à tout prix
- Titre original : Too Cute
- Diffusions : 
  -  États-Unis : 16 juin 1997 sur MTV
  -  France :
- Personnages : Kevin & Brittany, Mack, Sandi, Stacy, Tiffany, Mme Barch, Mlle Li (voix), Andrea, Upchuck, Jamie, Jeffy et Joey.
- Autres personnages : Brooke, Dr Shar.
- Résumé :

Une élève du lycée vient de se faire refaire le nez. La chirurgie esthétique devient le sujet de conversation principal du club de mode et de Quinn et un sujet controversé dans la famille de celle-ci. Daria se retrouve entrainée par Quinn à visiter une clinique spécialisée.

### Épisode 10:L'Affaire Morgendorffer
- Titre original : The Big House
- Diffusions : 
  -  États-Unis : 30 juin 1997 sur MTV
  -  France :
- Personnages : Kevin & Brittany, Jodie, Mack, M. DeMartino, Andrea.
- Autres personnages : Rock & Roll Randy, Tommy, Marianne.
- Résumé :

Les parents de Daria et Quinn décident d'établir des règles à suivre après que celles-ci soient rentrées tard dans la nuit. Après que Quinn ait désobéi à plusieurs de ces règles, elle et Daria sont amenées à comparaître, comme prévu par le règlement, devant le tribunal parental. Verdict du procès : aucune sortie pendant un mois.
- Commentaires :

Première apparition de Marianne, la secrétaire d'Helen, et de Rock & Roll Randy. Ce dernier ne reviendra que comme figurant dans d'autres épisodes.

### Épisode 11:Sur la route de Palooza
- Titre original : Road Worrier
- Diffusions : 
  -  États-Unis : 7 juillet 1997 sur MTV
  -  France :
- Personnages : Kevin & Brittany, Trent, Jodie, Mack, Sandi, Stacy, Tiffany, Jamie, Jeffy et Joey.
- Autres personnages : Jesse Moreno, Sue.
- Résumé :

Daria et Jane se rendent à un festival de rock avec Trent et Jesse en van. Quinn et le club de mode s'y rendent également, en voiture, suivies de Brittany, Kevin, Jodie et Mack. Les deux voitures se retrouvent sur la route d'un centre commercial après que Quinn ait vu une affiche annonçant des soldes. Le van de Trent, lui, se retrouve dans des embouteillages, puis arrêté sur le bas-côté à cause d'une panne.
- Commentaires :

Première mention du groupe Spirale Mystik et première apparition de Jesse Moreno, guitariste du groupe.

### Épisode 12:Nature, Sweet Nature
- Titre original : The Teachings Of Don Jake
- Diffusions : 
  -  États-Unis : 14 juillet 1997 sur MTV
  -  France :
- Personnages : Trent.
- Autres personnages : Plusieurs membres de la famille Lane dont la tante Bernice et l'oncle Max.
- Résumé :

Pour éviter une dépression à Jake, la famille Morgendorffer part camper un week-end pour effectuer un retour à la nature. De leur côté, Jane et Trent se rendent sans motivation à Sloatstown, dans le Middle-West, pour une grande réunion de la famille Lane.

### Épisode 13:La Nana déprimée
- Titre original : The Misery Chick
- Diffusions : 
  -  États-Unis : 21 juillet 1997 sur MTV
  -  France :
- Personnages : Kevin & Brittany, Trent, Jodie, Mack, Sandi, M. O'Neill, Mlle Li.
- Autres personnages : Tommy Sherman.
- Résumé :

Tommy Sherman, un joueur de foot universitaire à l'égo surdimensionné revient au lycée de Lawndale pour inaugurer un poteau de but portant son nom. Il ne fait pas l'unanimité au lycée, où il se moque ouvertement des élèves et fait des avances à Brittany. Après son décès accidentel, il devient l'objet d'éloges injustifiées. Daria refuse ce discours unanime, rappelant ce qu'il était réellement ; mais son point de vue choque son entourage.
- Commentaires :

Il sera de nouveau fait mention de Tommy Sherman et de sa disparition dans l'épisode 403 (La Métamorphose de K).